# ハル〜総合商社の女〜
『ハル〜総合商社の女〜』（ハル そうごうしょうしゃのおんな）は、2019年10月21日から12月9日まで毎週月曜 22時 - 22時54分にテレビ東京系「ドラマBiz」で放送されたテレビドラマ。主演は中谷美紀。大手総合商社に転職したシングルマザーの女性が海外にある病院の買収やラーメン屋再建など様々な部門における諸問題に真正面から立ち向かうさまを描く。ドラマのプロデューサーを務める共同テレビ（共テレ）の栗原美和子の実体験に基づいたオリジナル企画。

## あらすじ
米国のビジネス界における第一線で活躍していた海原晴は、「五木商事」という日本の総合商社の社長から誘いを受け、帰国したのちに転職することになった。晴が配属された部署である経営企画部は五木商事にある部署の中でもエリート集団と呼ばれており、晴は転職早々に経営企画部の部長補佐という重要な立場を負うことになったのだが、なんとその上司というのが10年前に離婚した夫の和田寿史であったのだ。実は五木商事の社長が晴をヘッドハンティングしたのは寿史の助言があったからという話があり、寿史は晴が自分の元妻であることをひた隠しにしている。転職したのち、晴をヘッドハンティングした社長と覇権を争う副社長の高山雄一郎一派を敵に回すことになる晴だが、楽しく仕事をするというポリシーを抱きながら、次々と降りかかってくる様々な部門からの難題に挑んでいく。

## 登場人物
海原晴
演 - 中谷美紀
離婚歴のあるシングルマザー。
中途採用により大手総合商社である五木商事に転職し、異例ともいえる経営企画部の部長補佐に就任する。
和田寿史
演 - 藤木直人
五木商事の経営企画部部長。
周囲には隠しているが、実は晴の元夫。
青柳悠馬
演 - 白洲迅
五木商事の経営企画部所属の社員。
晴に恋心を抱く。
一乗寺秀人
演 - 忍成修吾
五木商事の経営企画部所属の社員。
大物政治家である父親のコネで入社。父親が副社長兼経営企画部本部長の高山と非常に繋がりがあり、「仕事はしなくて良いから会社に勤務しなさい」と言われている。そのため、仕事に対しては無気力で常にスマホやパソコンでゲームばかりしている。
藤尾勝之
演 - 山中崇
五木商事の経営企画部所属の社員。
危ない橋は渡らないタイプで、働き方の方針で常に晴とは対立する。
川上周平
演 - 加治将樹
五木商事の経営企画部所属の社員。
常に社内の様子を探るほどの噂好き。
矢島智明
演 - 渡辺邦斗
五木商事の経営企画部所属の社員。
藤尾の参謀的存在であり、常に冷静に物事を捉える力がある。
海原涼
演 - 寺田心
晴の息子。
帰国子女のため英語が堪能。海外での暮らしが長いこともあり、年齢の割には少し大人びた性格。
高山雄一郎
演 - 奥田瑛二
五木商事の副社長兼経営企画部本部長。
虎視眈々と社長の座を狙っている。

### ゲスト
第1話
- 田村修（五木商事 リテイルビジネス部） - 田口浩正
- 梶原義之（五木商事 航空運輸部） - 小松利昌
- 長野晃（五木商事 穀物部） ‐ 吉田悟郎
- 松岡一郎（ラーメンチェーン「麺一」創業者） - 田中要次

第2話
- 小笠原隆一（医療法人「新隆会」会長） - 寺田農
- 櫻井保（五木商事 シンガポール支社 社員） - 桐山漣
- 熊澤巧（小笠原の秘書） - 小林隆

第3話
- 西本順造（西本工業 社長） - 松澤一之
- 及川忠志（西本工業 開発研究室 社員） - 長谷川朝晴
- 佐竹潔（五木商事 法務部 部長） - 津村和幸

第4話
- 金子陽介（フューチャーモビリティ社長） - 淵上泰史
- 飯島利彦（スターバレー社長：五木商事から出向） - 宮川一朗太
- 若林隼人（スターバレー社員プロデューサー） - 満島真之介

第5話
- 寺尾紀之（女流棋士・ランの代理人） - 野間口徹
- クラーク・ターナー（「Net friend」日本支社部長） ‐ イアン・ムーア
- 半田葉子（五木商事 通信事業部） ‐ 中込佐知子

第6話
- 久保田英里子（「ファンソフィー」副社長） - 国仲涼子
- 上原麻美（「ファンソフィー」商品開発部 主任<出向組>） - 黒川智花

第7話
- 長峰亘（五木商事 人事厚生部 部長） - 山中聡
- 三田村由妃（五木商事 経理部） - 南沢奈央
- 一乗寺俊太郎（厚生労働大臣、一乗寺秀人の父） - 山田明郷（最終回）

## スタッフ
- 脚本 - 龍居由佳里、本田隆朗
- ナレーション ‐ 土屋佑壱
- 音楽 - ワンミュージック
- 主題歌 - wacci「Baton」（エピックレコードジャパン）
- オープニングテーマ - 琴音 「白く塗りつぶせ」（Colourful Records / JVCケンウッド・ビクターエンタテインメント）[4]
- チーフプロデューサー - 浅野太（テレビ東京）
- プロデューサー - 稲田秀樹（テレビ東京）、戸石紀子（テレビ東京）、栗原美和子（共同テレビ）、高田良平（共同テレビ）
- 演出 - 土方政人、都築淳一、三木茂（以上、共同テレビ[5]）
- 製作 - テレビ東京、共同テレビ

## 放送日程
| 放送回 | 放送日   | ラテ欄                                                                     | 脚本                    | 演出     |
| ------ | -------- | -------------------------------------------------------------------------- | ----------------------- | -------- |
| 第1話  | 10月21日 | 私は攻めを選びます "敵"は社員7万人!? 上司が元夫でヒヤリ                    | 龍居由佳里 （本田隆朗） | 土方政人 |
| 第2話  | 10月28日 | 10億超!? 病院買収 医療界のドン落とせ! 元夫は敵か味方か!?                   | 龍居由佳里 （本田隆朗） | 土方政人 |
| 第3話  | 11月04日 | 絶対に渡さない…! 悪質買収VS子供たちの"夢の消しゴム作戦" 10年ぶりの父子再会 | 龍居由佳里 （本田隆朗） | 都築淳一 |
| 第4話  | 11月11日 | "夢の映画"大作戦 20億円の壁…!? 超冷酷社長を倒せ                            | 龍居由佳里 本田隆朗     | 都築淳一 |
| 第5話  | 11月18日 | 元夫婦…秘密の関係バレた! 17歳女流棋士争奪コンペで惨敗!?                    | 龍居由佳里              | 土方政人 |
| 第6話  | 11月25日 | 緊急告白…10年前の謎!? 人気ブランドで攻防 2人のママが選ぶ道                 | 龍居由佳里              | 三木茂   |
| 第7話  | 12月02日 | 急接近…2人で会いたい! 託児所大作戦VS副社長の黒い密謀!                      | 龍居由佳里              | 都築淳一 |
| 最終話 | 12月09日 | 最終決戦! 裏切りの空港建設プロジェクト…2998円に秘めた愛                    | 龍居由佳里              | 土方政人 |

- 第1話は22時 - 23時9分の15分拡大放送。

## チェインストーリー
GYAO!では各回放送終了直後となる22時54分（地上波放送の終了時刻が繰り下がる場合はその時刻）から配信開始（第0.5話のみ本編放送開始前となる2019年10月9日の17時から）。Paraviでも1週間後から配信開始。
サブタイトル・キャスト
- 第0.5話「若手社員・青柳の憂鬱」

- 白洲迅、山中崇、加治将樹、渡辺邦斗、奥田瑛二

- 第1.5話「海原晴の徹底分析」

- 白洲迅、加治将樹、渡辺邦斗

- 第2.5話「窓際社員・一乗寺の謎」

- 忍成修吾、加治将樹、渡辺邦斗

- 第3.5話「息子・涼の本音」

- 寺田心、守永伊吹

- 第4.5話「情報通・川上の実態」

- 加治将樹

- 第5.5話「息子・涼の本音Ⅱ」

- 寺田心、守永伊吹

- 第6.5話「晴と和田の新事実に戸惑う部員たち」

- 白洲迅、山中崇、加治将樹、渡辺邦斗

- 第7.5話「頑張れ、青柳 ～陰の努力！～」

- 白洲迅

- 第8.5話「世界へ向けて、さらなる進撃！」

- 中谷美紀、藤木直人、忍成修吾、山中崇、加治将樹、渡辺邦斗

スタッフ
- 脚本：本田隆朗
- 音楽：ワンミュージック
- チーフプロデューサー: 浅野太（テレビ東京）
- プロデューサー： 稲田秀樹、戸石紀子（テレビ東京）
- プロデューサー：栗原美和子、高田良平（共同テレビ）
- 演出：三木茂（共同テレビ）
- 製作著作：テレビ東京、共テレ